# Evernia prunastri
Évernie du Prunelier
Espèce
Evernia prunastri (la mousse de chêne ou lichen fruticuleux) est un lichen de l'ordre des Lecanorales.

## Étymologie
Le nom binomial vient du néolatin Evernia, forme irrégulière du grec euernēs, « bien né, florissant », dérivée de ernos, « branche, rameau », et de prunastri, en raison de sa présence fréquente sur les branches de pruneliers et autres feuillus (épiphytes corticoles).

## Description

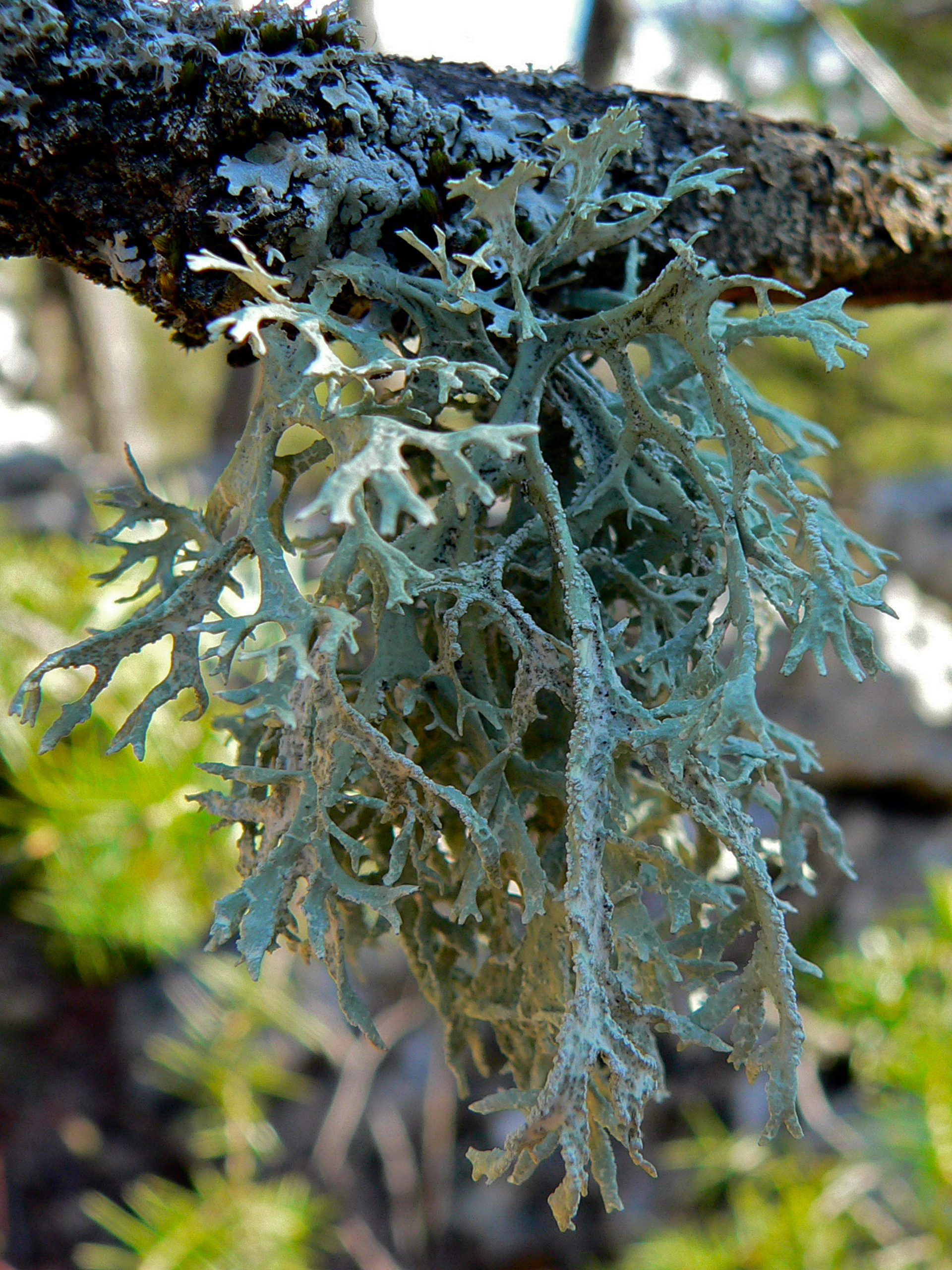
Evernia prunastri (St Vallier-de-Thiey, Alpes-Maritimes, France)

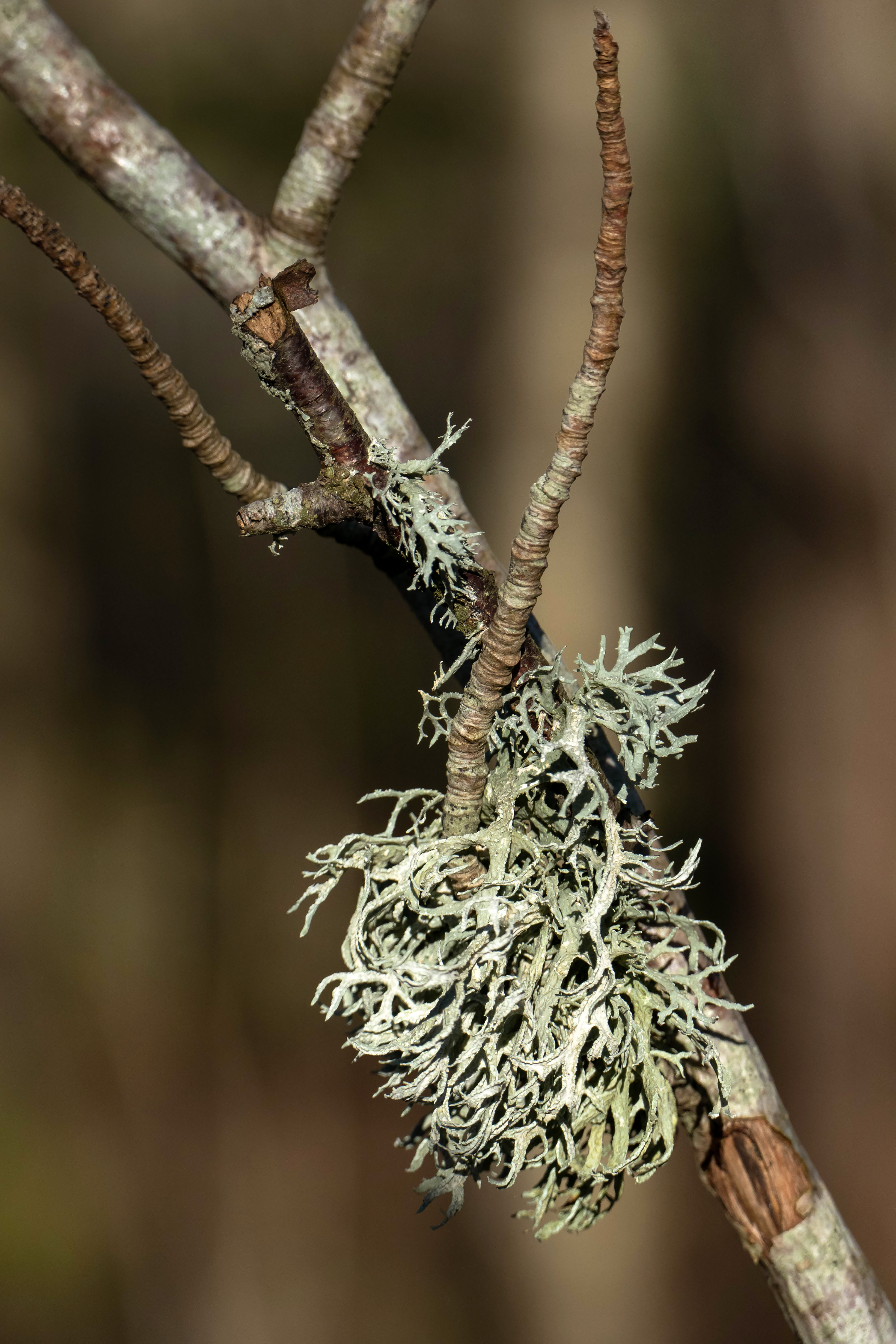
Evernia prunastri en Suède. Avril 2020.

Son thalle fruticuleux est à ramifications dichotomiques isotomiques mais à fréquentes anisotomies dans leurs bifurcations annuelles et leurs rameaux adventices. Le thalle très polymorphe est formé de lanières aplaties en forme de buisson pendant. La face supérieure est gris vert, la face inférieure est gris blanc, ce qui le distingue de Pseudevernia furfuracea (autre lichen plus fréquent surtout en altitude et qui porte aussi le nom vernaculaire de mousse de chêne ou de mousse des arbres) à la face inférieure le plus souvent canaliculée et noirâtre à la base, et des Ramalina verdâtres sur les deux faces. On trouve des sorédies sur les bords du thalle et un peu sur la face supérieure.

## Répartition et habitat
Ce lichen affectionne les écorces d'arbres et, parfois, les murs. Très commun en zones humides et peu polluées, il est plus fréquent dans les zones ventées et éclairées. En Europe, c'est le plus commun des lichens fruticuleux corticoles.

## Intérêts

### Alimentation
En Égypte antique, ce lichen était importé de Grèce pour parfumer le pain, et, grâce à ses propriétés antioxydantes, le conserver. Cet usage traditionnel s'est longtemps conservé en Égypte et en Turquie où le lichen était utilisé pour fabriquer du pain, de la gelée ou servir d'agent fermentant.

### Médecine traditionnelle
Il a été utilisé en médecine traditionnelle sous forme de décoction en Espagne pour soigner les affections respiratoires et les maux intestinaux. Il a aussi été employé pour la teinture de la laine (couleur violette), notamment les toges des romains. Les embaumeurs égyptiens exploitaient les propriétés conservatrices de ses acides lichéniques, ainsi que ses capacités à fixer les arômes des épices utilisées pour la momification, et comme rembourrage des momies. Il servait autrefois de bourre pour les pierres à fusil et était utilisé avec des pétales de rose pour fabriquer une poudre servant à blanchir les perruques et à tuer les mites qui s'y logeaient.

### Biosurveillance
Ce lichen est utilisé en biosurveillance de la qualité de l'air pour ses propriétés bioaccumulatrices de métaux lourds et de radioéléments.

### Parfumerie
Les extraits des lichens Evernia prunastri et Pseudevernia furfuracea sont largement utilisés en parfumerie, les premiers apportant des notes boisées variées en fonction de leur arbre support (en particulier dans les eaux de toilette et les parfums masculins), les seconds des notes marines plus utilisées dans les parfums féminins. Leur utilité est renforcée par leur capacité à produire des antioxydants stabilisateurs des parfums. 
Au début des années 2000, plus de 6 000 tonnes des lichens Evernia prunastri et Pseudevernia furfuracea étaient récoltées chaque année, principalement en Yougoslavie, dans le sud de la France et au Maroc.  
Cependant, la récolte de plusieurs tonnes par an décline car « la présence dans ces extraits de composés allergènes, notamment l’atranorine (en), impose aux fabricants le respect de la directive européenne 2003/15/CE qui oblige à faire figurer clairement la présence de tels extraits dans la liste des ingrédients, lorsque la concentration est supérieure à 0,001 % dans les produits non rincés (crèmes…) et à 0,01 % dans les produits rincés (shampooings…) ». Ces composés bioactifs sont ainsi de plus en plus remplacés par des produits synthétiques.